# معاهدة الوضع القانوني لبحر قزوين
معاهدة الوضع القانوني لبحر قزوين هي معاهدة وُقعت في قمة قزوين الخامسة في مدينة أكتاو الكازاخستاينية وذلك في يوم الثاني عشر من آب/أغسطس سنة 2018 من قبل رؤساء دول كلاً من روسيا وكازاخستان وأذربيجان وإيران وتركمنستان حول وضع بحر قزوين القانوني.

## تاريخ
بدأ النزاع بعد تفكك الاتحاد السوفياتي في عام 1991، فالاتحاد السوفياتي (ثم روسيا لاحقاً) وإيران كانتا تحترمان معاهدات سنتي 1921 و1940. لكن بالنسبة لأذربيجان وكازاخستان وتركمانستان فإن تلك المعاهدات لم تتناول استغلال قاع البحر وبالتالي فإن وجود معاهدة جديدة تضمن اتفاقية الأمم المتحدة لقانون البحار أمر ضروري.
بسبب وجود العديد من حقول النفط في قاع بحر قزوين فإن التساؤل حول الوضع القانوني أمر مهم جدا حتى أن بعض البلدان حاولت بناء وتطوير حقول في المناطق المتنازع عليها مما أدى تقريباً للتسبب بأعمال عسكرية.
تم تكوين فريق عمل خاص على مستوى نواب وزراء خارجية الدول المطلة على بحر قزوين في عام 1996 وذلك من أجل وضع معاهدة بشأن الوضع القانوني لبحر قزوين. الاتفاق على الوثيقة استمر أكثر من 20 عاما قبل توقيعه في 12 آب/أغسطس عام 2018 من قبل رؤساء الدول الخمسة المطلة على بحر قزوين في قمة في كازاخستان. خلال سنوات الموافقة على المعاهدة (1996-2018) بين الأطراف فقد عُقد 51 اجتماعا لفُرق العمل الخاصة وأكثر من عشرة اجتماعات وزراء خارجية بالإضافة لأربع قمم رؤساء، إذ عُقدت عام 2002 في عشق أباد وعام 2007 في طهران وعام 2010 في باكو وعام 2014 في أستراخان.

## المعاهدة
تم الاتفاق على مسودة الوثيقة في إطار اجتماع وزراء خارجية دول بحر قزوين يومي 4 و5 ديسمبر2017 في موسكو قبل تبنيها في آخر قمة، وتنص المعاهدة على:
- المنطقة الرئيسية لسطح مياه بحر قزوين ستبقى متاحة للاستخدام المشترك للأطراف.
- ستقسم الدول الطبقات السفلية وما تحت الأرض إلى أقسام متجاورة بالاتفاق في ما بينها على أساس القانون الدولي.
- ستتم عمليات الشحن والصيد والبحث العلمي ووضع خطوط الأنابيب الرئيسية وفقاً للقواعد المتفق عليها بين الأطراف عند تنفيذ مشاريع بحرية واسعة النطاق، ويراعى العامل البيئي بالضرورة.
- منع وجود قوات مسلحة للقوى الأجنبية الإقليمية والدولية في بحر قزوين.
- حدد الدول الخمس لبحر قزوين المسؤولة عن الحفاظ على الأمن البحري وإدارة موارده.